# Лубья (Эстония)
Лу́бья (эст. Lubja) — деревня в волости Виймси уезда Харьюмаа, Эстония.

## География и описание
Расположена на полуострове Виймси в 11 километрах от Таллина. Граничит с посёлками Виймси и Хаабнеэме и с деревнями Принги, Пюйнси, Келвинги, Леппнеэме, Таммнеэме и Пярнамяэ.
Деревня расположена на трёх уровнях: островном плато, которому дали имя Лубьямяги, песчано-каменистом уступе и у подножия плитнякового утёса. Высота Лубьямяги составляет 51,4 метра над уровнем моря.
Климат умеренный. Официальный язык — эстонский. Почтовый индекс — 74010.

## Население
По данным переписи населения 2011 года, в деревне проживали 472 человека, из них 431 (91,3 %) — эстонцы.
По данным переписи населения 2021 года, в деревне насчитывалось  830 жителей, из них 665 (80, %) — эстонцы.
Численность населения деревни Лубья по данным переписей населения:
| Год  | 1959 | 1970  | 1979  | 1989 | 2000  | 2011  | 2021  |
| ---- | ---- | ----- | ----- | ---- | ----- | ----- | ----- |
| Чел. | 84   | ↗ 121 | ↗ 144 | ↘ 81 | ↗ 114 | ↗ 472 | ↗ 830 |

## История
Под названием Лубия (Lubia) деревня впервые упоминается в письменных источниках 1688 года. По местным сведениям, это было место жительства работников Вимс (Вимси).
Территория деревни включает в себя большие лесные массивы, основная часть которых принадлежит государству. На Лубьямяги находятся маяк и так называемая Чёртова или Разбойничья пещера (Kuradikoobas, Röövlikoobas) — одни из важнейших достопримечательностей не только деревни, но и всей волости.
Равная ширина туннелей и расположение пещеры позволяют считать, что она имеет не природное происхождение. Скорей всего, её прокопали для военных целей. В 19-м столетии недалеко от пещеры находился купальный домик, который использовал воду из источника, расположенного на уступе пещеры. Её считали лечебной из-за большого содержания железа и дали название Железный источник (Rauaallikas).
Сейчас пещера является туристическим объектом, и с ней связано несколько легенд. В какой-то период времени её использовали в качестве склада. Ещё в 1920-х годах писали, что владелец мызы Виймси граф Буксгевден хранил в ней награбленные с кораблей сокровища. По этой легенде пещера получила название Разбойничьей пещеры.
Чёртова (Разбойничья) пещера и Железный источник находятся под охраной государства.

## Инфраструктура
В 2012 году в деревне не было ни одного магазина и предприятия обслуживания, не было детского сада и школы. Так как расстояние до этих предприятий и учреждений, расположенных в соседней деревне Хаабнеэеме, невелико, это не представляет особой проблемы для жителей деревни.

## Происхождение топонима
Наименование деревни происходит от словосочетания „lubja põletamine “ (с эст. «сжигание извести»), чем в этих местах занимались ещё в 19-м столетии . В 17-м столетии упоминались такие наименования деревни, как Калькофен (Kalkofen) и Калкуген (Kalkugen).

## Галерея

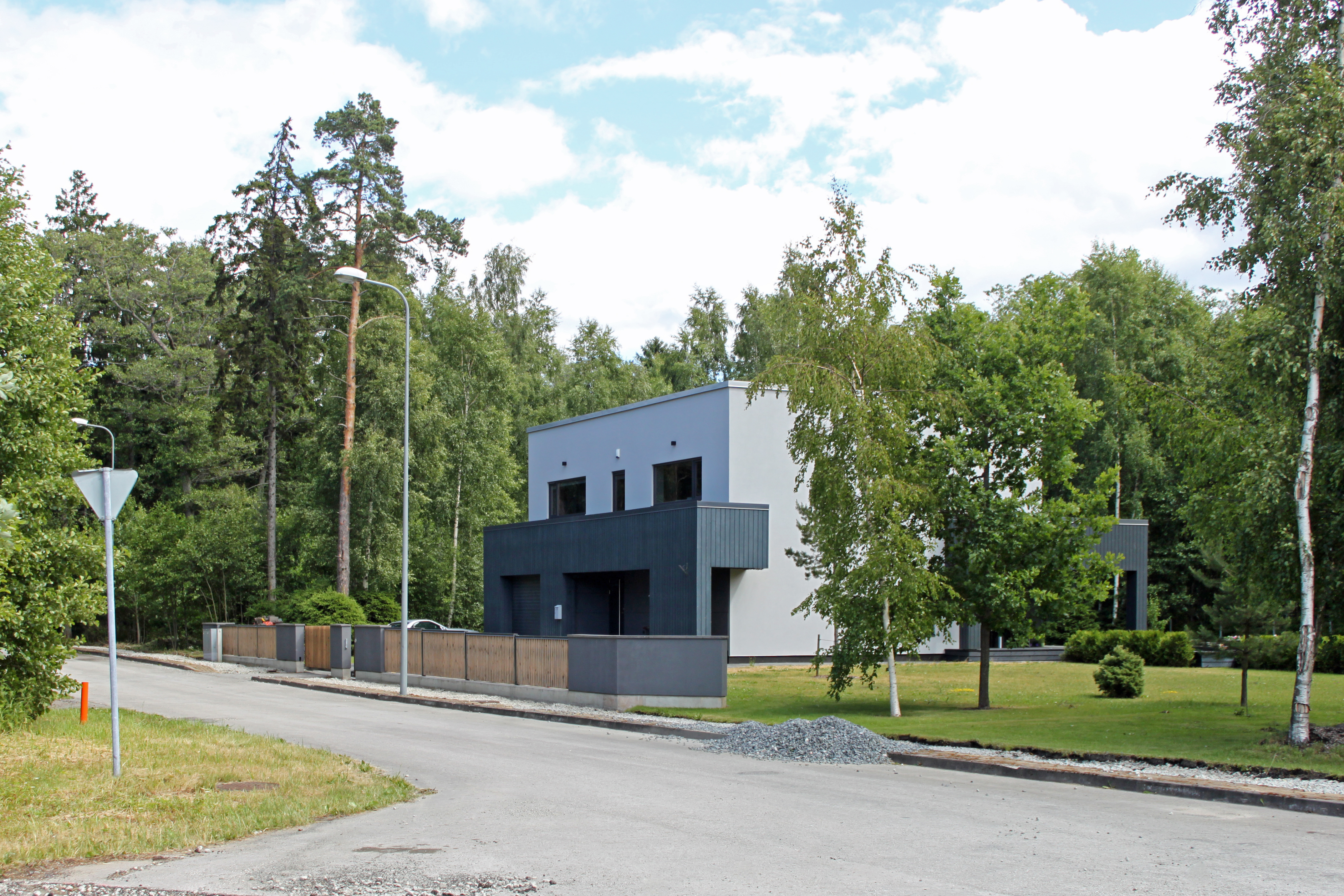
Жилой дом в деревне Лубья
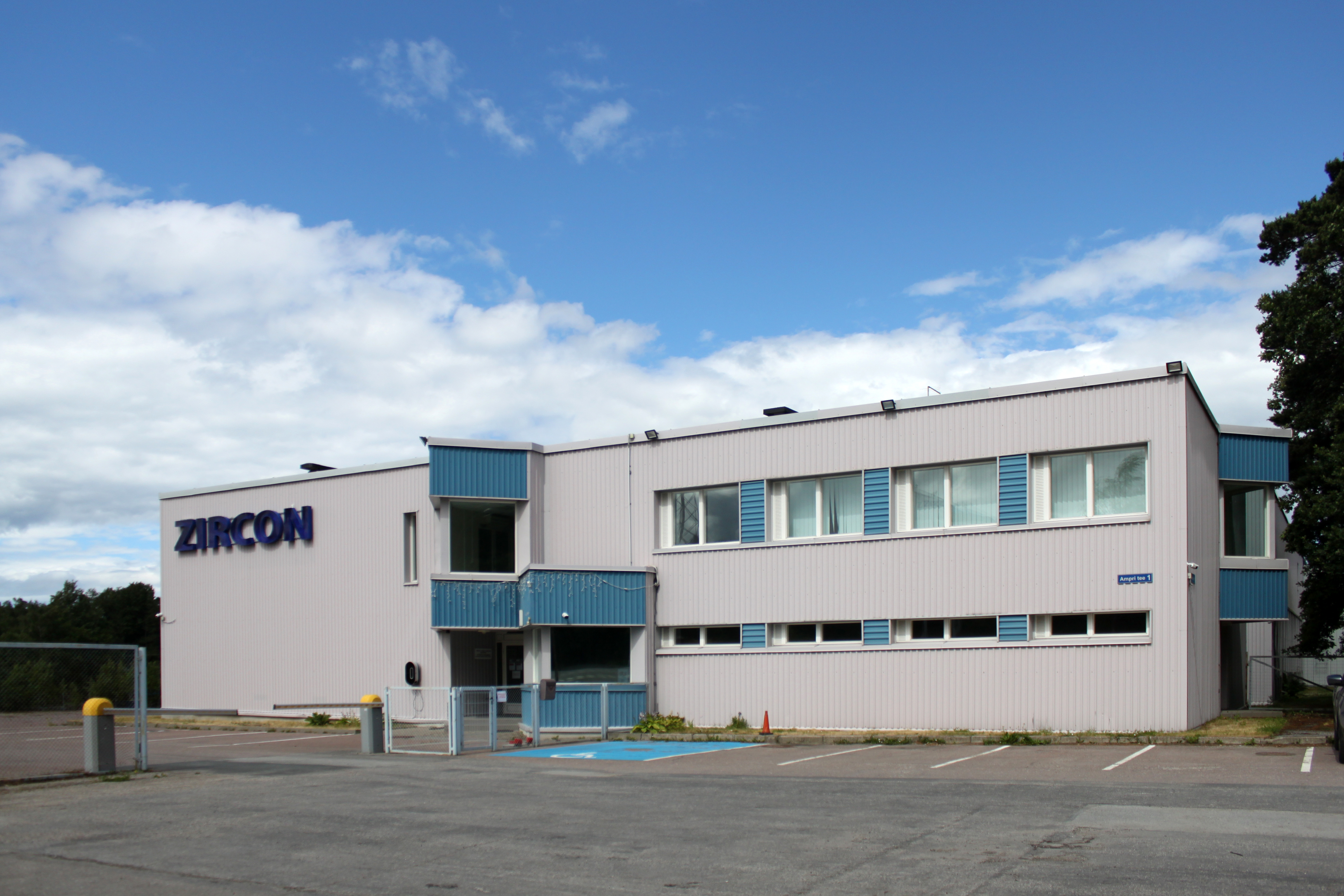
Завод «Zircon» в деревне Лубья
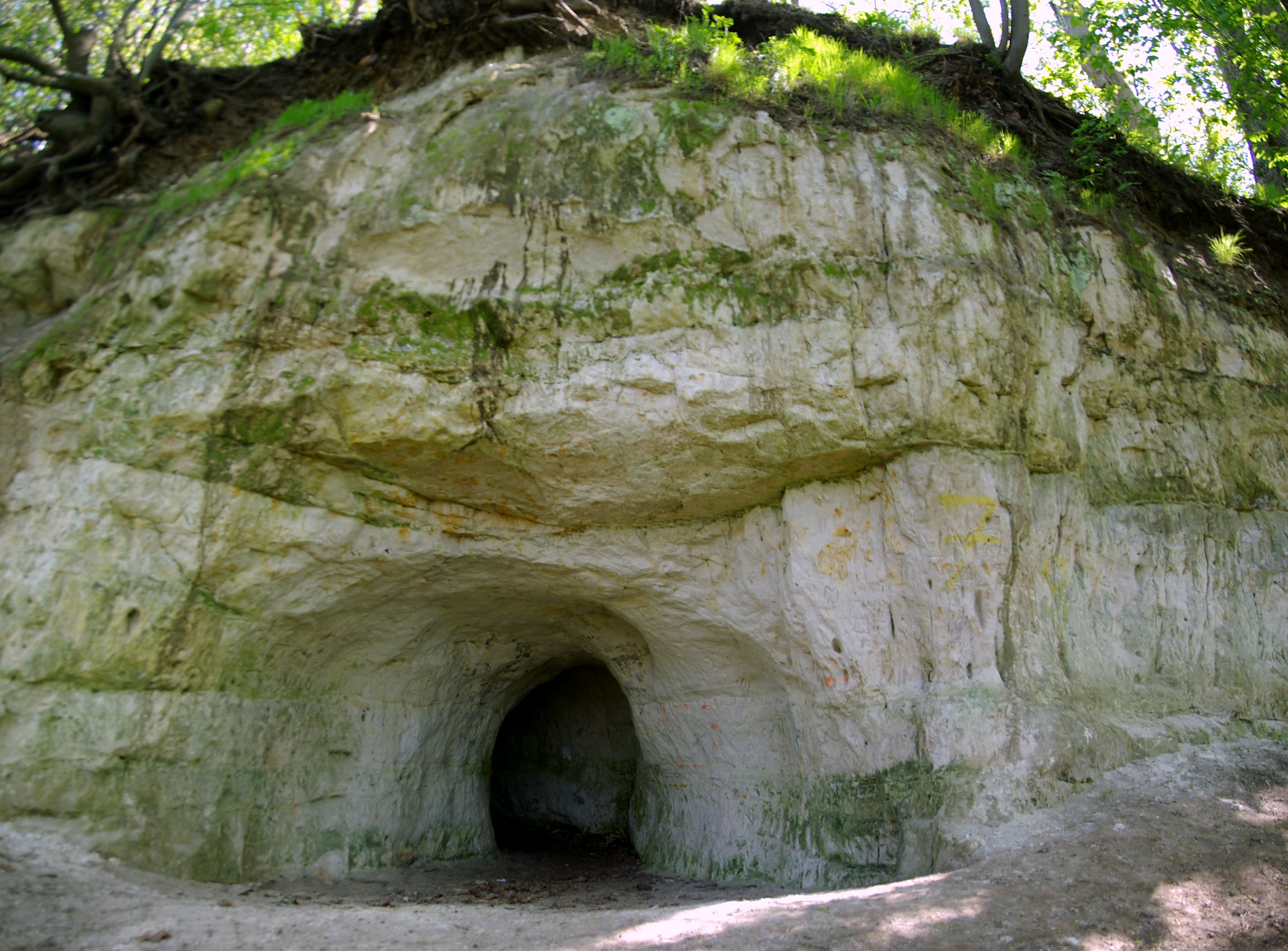
Чёртова пещера в Лубья